# Smithfield (Australia Meridional)
Smithfield es un suburbio en las afueras del norte de Adelaida, Australia del Sur. Se encuentra en el Ciudad de Playford.
Gawler Plains oficina de correos se abrió el 12 de julio de 1850 y ha sido renombrado como Smithfield' en 1855.

## Gente notable
- Thomas Baker (aviador), nacido aquí.